# Hypnum tutuilum
Hypnum tutuilum là một loài Rêu trong họ Hypnaceae. Loài này được Sull. mô tả khoa học đầu tiên năm 1854.